# MboRijnland
mboRijnland is een regionaal opleidingscentrum met vestigingen in Alphen aan den Rijn, Gouda, Leiden, Leidschendam-Voorburg, Woerden en Zoetermeer. Naast middelbaar beroepsonderwijs verzorgt mboRijnland ook Vavo (vwo, havo en vmbo-t voor volwassenen) en maatwerkcursussen voor medewerkers van bedrijven. mboRijnland is per schooljaar 2017-2018 ontstaan uit de fusie van ID College en ROC Leiden.